# Cuencas fronterizas entre salares Atacama y Socompa de Chile
Cuencas fronterizas entre salares Atacama y Socompa de Chile es el nombre dado al ítem 023 del inventario de cuencas (BNA) de Chile. El ítem reúne varias cuencas endorreicas ubicadas sobre la Puna de Atacama y que políticamente para Chile terminan en la frontera internacional de la Región de Antofagasta, aunque hidrológicamente continúan naturalmente más alla del límite político, ya sea en Bolivia o en Argentina.
| BNA | DARH                                                                                                 |
| --- | --- |
|     | |
|     | La partición DARH muestra también la extensión de las cuencas más allá de la frontera internacional. |

## Límites

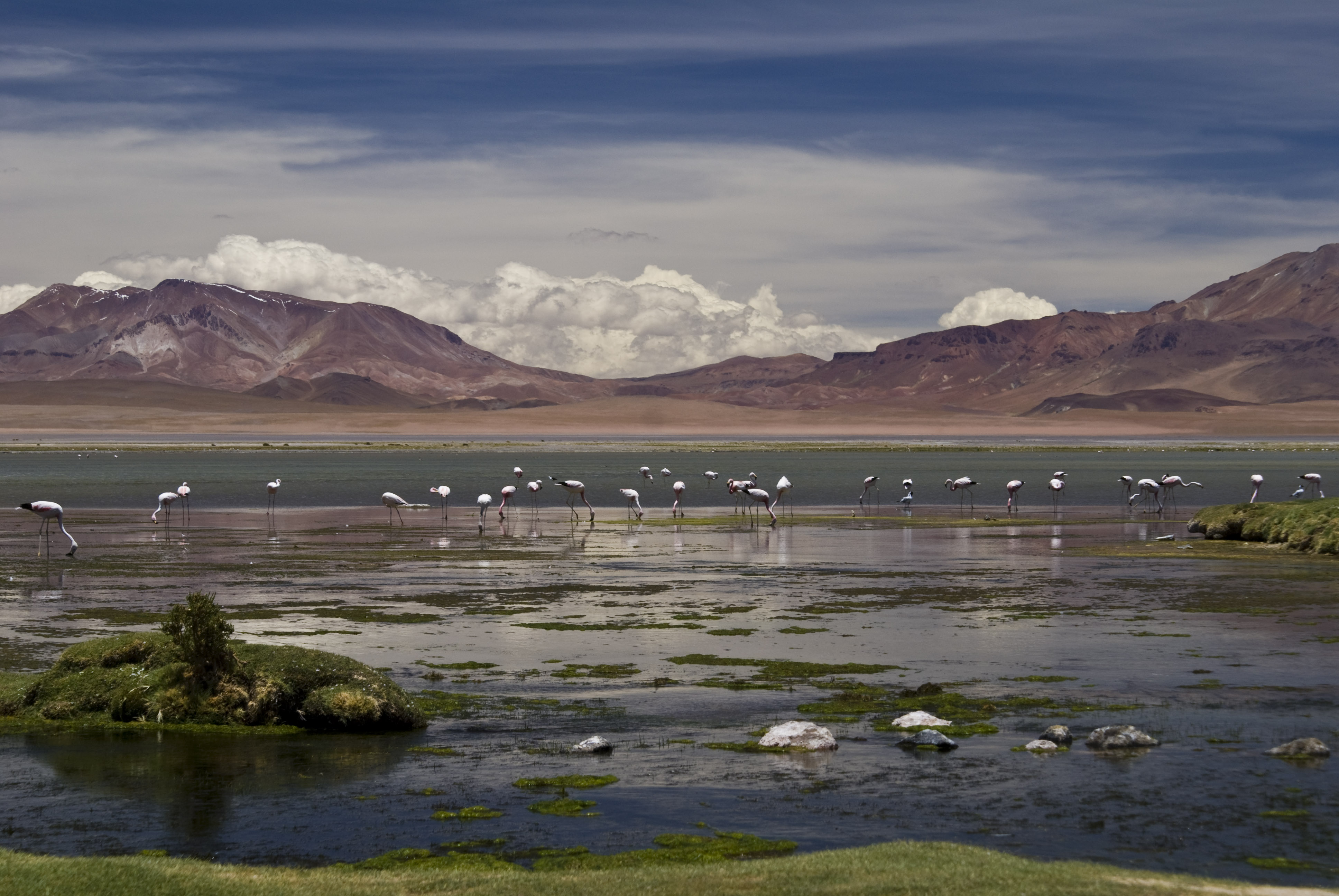
Salar de Tara.

Las cuencas que conforman el ítem 023 son todas endorreicas y se extienden hacia el oriente hasta más alla de la frontera internacional, tanto en Bolivia como en Argentina. La cuenca del salar de Tara, parte de este ítem, es compartida por los tres países. Por el lado boliviano colinda con la cuenca de la laguna Verde y del salar de Chalvire. Luego vienen las cuencas colindantes del río Sapaleri, de la laguna Coruto. Por el lado argentino colinda, en la Provincia de Jujuy, con las cuencas de la laguna de Vilama, del río Rosario (Olaroz), del salar de Olaroz, del salar de Cauchari, la salina del Rincón, y ya en la Provincia de Salta, con el salar Pocitos, el salar de Arizaro y el salar de Llullaillaco. Hacia el poniente limita con el ítem 024 del BNA, cuencas endorreicas entre fronterizas y salar de Atacama.

## Población
El ítem completo pertenece a la Región de Antofagasta donde cubre un área de 405.288 hectáreas ubicadas mayormente (99,885%) en la Comuna de San Pedro de Atacama de la Provincia del Loa y solo 217 hectáreas (<0,1%) en la Comuna de Antofagasta de la Provincia de Antofagasta.
No hay cultivos ni poblados en esta zona debido a lo extremo de las condiciones climáticas a esta altura. Hay derechos de aprovechamiento de aguas por 465 l/s para los poblados de Talabre y Toconao, ubicados en la cuenca del salar de Atacama.: 120 

## Subdivisiones
La Dirección General de Aguas subdivide o reúne las cuencas de Chile acorde a las necesidades de estudio y gestión. Existen dos inventarios que han logrado ser aceptados como principales, el del inventario de cuencas del Banco Nacional de Aguas (BNA) de 1978, de mayor uso, y el inventario de cuencas del Departamento de Administración de Recursos Hídricos (DARH) de 2014 de mejor cartografía que ha obligado a redefinir algunos límites, a veces con cambios mayores, pero también por algunas redefiniciones del concepto de subcuenca.
Bajo el BNA el código del ítem es 023 y con el DARH es 0203 y su nombre es "Cuencas Altiplánicas Endorreicas Fronterizas".
La subdivisión del BNA es como sigue:
| Cuenca                                           | Subcuenca | Subsubcuenca | Aguas                                                                                     | Área drenaje km² | Observaciones |
| ------------------------------------------------ | --------- | ------------ | ----------------------------------------------------------------------------------------- | ---------------- | ------------- |
| 023 Fronterizas Salares Atacama - Socompa (mapa) |           |              |                                                                                           |                  |               |
| 023                                              | 0230      | 02300        | Cajon                                                                                     | 125              |               |
| 023                                              | 0231      | 02310        | Río Zapaleri                                                                              | 1507             |               |
| 023                                              | 0232      | 02320        | Laguna Gucchalajte, Salar de Jama, Laguna Mucar, Laguna de Pampa Ciénaga y Pampa del Lari | 1445             |               |
| 023                                              | 0233      | 02330        | Salar y Vega de Incaguasi                                                                 | 495              |               |
| 023                                              | 0234      | 02340        | Afluentes al Salar de Pular                                                               | 484              |               |
| total:                                           | 5         | 5            | Región: II (100%) / Tipo: Endorreica / Desemb.:                                           | 4056             |               |

La disposición de cuencas en el inventario DARH es la siguiente:
| Código | Nombre                                       | Código en mapa                               | Tipología de cuenca                          | Vertiente de cuenca                          | Origen de cuenca                             | Temperatura media anual (C°)                 | Temperatura máxima (C°)                      | Temperatura mínima (C°)                      | Precipitación anual (mm)                     | Número de estaciones fluviométricas          | Número de estaciones pluviométricas          | Área (km²)                                   |
| ------ | -------------------------------------------- | -------------------------------------------- | -------------------------------------------- | -------------------------------------------- | -------------------------------------------- | -------------------------------------------- | -------------------------------------------- | -------------------------------------------- | -------------------------------------------- | -------------------------------------------- | -------------------------------------------- | -------------------------------------------- |
| 0203   | Cuencas Altiplánicas Endorreicas Fronterizas | Cuencas Altiplánicas Endorreicas Fronterizas | Cuencas Altiplánicas Endorreicas Fronterizas | Cuencas Altiplánicas Endorreicas Fronterizas | Cuencas Altiplánicas Endorreicas Fronterizas | Cuencas Altiplánicas Endorreicas Fronterizas | Cuencas Altiplánicas Endorreicas Fronterizas | Cuencas Altiplánicas Endorreicas Fronterizas | Cuencas Altiplánicas Endorreicas Fronterizas | Cuencas Altiplánicas Endorreicas Fronterizas | Cuencas Altiplánicas Endorreicas Fronterizas | Cuencas Altiplánicas Endorreicas Fronterizas |
| 020300 | Lago Verde                                   | 0                                            | Endorreica                                   | NA                                           | Pluvial                                      | 2.1                                          | 14.1                                         | -12.5                                        | 56.3                                         | 0                                            | 0                                            | 995.3                                        |
| 020301 | Pampa de Guallaquer                          | 0                                            | Endorreica                                   | NA                                           | Pluvial                                      | 3.1                                          | 15.2                                         | -11.9                                        | 59.6                                         | 0                                            | 0                                            | 441.4                                        |
| 020302 | Salar de Tara                                | 0                                            | Endorreica                                   | NA                                           | Pluvial                                      | 4.1                                          | 16.4                                         | -11.0                                        | 64.3                                         | 0                                            | 0                                            | 1818.0                                       |
| 020303 | Localidad de Mucar                           | 0                                            | Endorreica                                   | NA                                           | Pluvial                                      | 4.4                                          | 16.6                                         | -10.4                                        | 65.5                                         | 0                                            | 0                                            | 2552.1                                       |
| 020304 | Laguna Sico                                  | 0                                            | Endorreica                                   | NA                                           | Pluvial                                      | 4.6                                          | 16.5                                         | -9.8                                         | 61.4                                         | 0                                            | 0                                            | 2811.2                                       |
| 020305 | Laguna Santa María                           | 0                                            | Endorreica                                   | NA                                           | Pluvial                                      | 3.6                                          | 15.2                                         | -10.3                                        | 62.0                                         | 0                                            | 0                                            | 257.9                                        |
| 020306 | Salar Incahuasi                              | 0                                            | Endorreica                                   | NA                                           | Pluvial                                      | 6.0                                          | 17.4                                         | -7.5                                         | 49.3                                         | 0                                            | 0                                            | 976.9                                        |
| 020307 | Laguna Aracar                                | 0                                            | Endorreica                                   | NA                                           | Pluvial                                      | 3.6                                          | 14.7                                         | -9.7                                         | 49.4                                         | 0                                            | 0                                            | 132.3                                        |
| 020308 | Salar de Pular                               | 0                                            | Endorreica                                   | NA                                           | Pluvial                                      | 4.4                                          | 15.4                                         | -8.7                                         | 44.1                                         | 0                                            | 0                                            | 741.8                                        |

## Hidrología

### Red hidrográfica
Los cuerpos de agua considerados en esta categoría son:

### Caudales y régimen
El inventario DARH las registra como de origen pluvial y endorreicas.

### Acuíferos
Hay varios acuíferos hay que entregan aguas a vegas y bofedales protegidos y, subterraneamente también a la laguna Lejía (en el ítem 024).: 120 

### Humedales
El sitio web del Ministerio del Medio Ambiente de Chile no registra humedales en esas cuencas.

### Glaciares
El inventario público de glaciares de Chile 2022 consigna 8	glaciares dentro del ítem, que cubren un área de 0,29 km², pero sin un volumen relevande de agua almacenada.

## Obras hidráulicas
Cerca del salar de Tara hay instalaciones para captar 800 l/s que iniciará sus operaciones en el futuro. En 2016 no estaban en uso.: 120 

## Clima

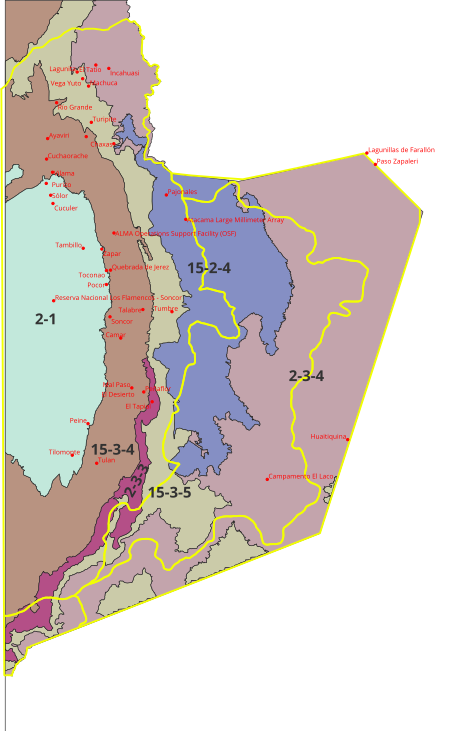
Distritos agroclimáticos en las cuencas.

El informe de la DGA establece que  "La mayor parte de las precipitaciones en estas cuencas son de origen tropical-amazónico y ocurren durante el verano del hemisferio sur (invierno boliviano o altiplánico). Estas precipitaciones son de carácter convectivo, con una alta variabilidad espacial y se concentran en los meses de enero y febrero, fenómeno que desaparece hacia el sur siendo mínimo en la región de Atacama. En invierno, incluso primavera, suelen registrarse precipitaciones sólidas (nieve) producto de la llegada de eventuales frentes polares. Si bien estas son relevantes, su monto es inferior a las lluvias estivales.": 20 
Estas condiciones climáticas, extremas, de aridez y frío, solo permiten la subsistencia de vegetación especializada como la que sobrevive en los bofedales.
El Atlas agroclimático de Chile distingue tres distritos agroclimáticos en la cuenca:
- 15-3-5  Estepa de altura fría con régimen de humedad xérico (BSkXe). La temperatura oscila entre un máximo de enero de 11,4 °C y un mínimo de julio de -7 °C. Tiene un promedio de 0 días consecutivos libres de heladas. En el año se registra un promedio de 360 heladas. El periodo de temperaturas favorables a la actividad vegetativa dura 0 meses. Registra anualmente 81 días grado y 1.889 horas de frío acumuladas hasta el 31 de julio. La precipitación media anual es de 108 mm y un periodo seco de 12 meses, con un déficit hídrico de 1.559 mm/año. El período húmedo dura 0 meses durante los cuales se produce un excedente hídrico de 0 mm.
- 15-2-4  Estepa de altura fría con régimen de humedad árido (BSkAr). La temperatura oscila entre un máximo de enero de 7,7 °C y un mínimo de julio de -11,1 °C. Tiene un promedio de 0 días consecutivos libres de heladas. En el año se registra un promedio de 365 heladas. El período de temperaturas favorables a la actividad vegetativa dura 0 meses. Registra anualmente 14 días grado y 1.800 horas de frío acumuladas hasta el 31 de julio. La precipitación media anual es de 211 mm y un período seco de 10 meses, con un déficit hídrico de 1.189 mm/año. El período húmedo dura 0 meses durante los cuales se produce un excedente hídrico de 0 mm.
- 2-3-4  Estepa de altura fría con régimen de humedad xérico (BSkXe). La temperatura oscila entre un máximo de enero de 11,8 °C y un mínimo de julio de -10,3 °C. Tiene un promedio de 0 días consecutivos libres de heladas. En el año se registra un promedio de 365 heladas. El período de temperaturas favorables a la actividad vegetativa dura 0 meses. Registra anualmente 61 días grado y 1.800 horas de frío acumuladas hasta el 31 de julio. La precipitación media anual es de 119 mm y un período seco de 12 meses, con un déficit hídrico de 1.511 mm/año. El período húmedo dura 0 meses durante los cuales se produce un excedente hídrico de 0 mm.

## Áreas bajo protección oficial y conservación de la biodiversidad
Una parte de la reserva nacional Los Flamencos (total 25.583 hectáreas) se ecuentra parcialmente dentro del ítem.